# Вестволл Хансен, Гюда
Гюда Вестволл Хансен (норв. Gyda Westvold Hansen; род. 20 апреля 2002[…], Тронхейм) — норвежская лыжница, выступающая в лыжном двоеборье. Пятикратная чемпионка мира, чемпионка Юношеских Олимпийских игр 2020. Представляет клуб IL Nansen.
Она стала первой в истории чемпионкой мира по лыжному двоеборью среди женщин в 2021 году. Также она является чемпионкой мира среди юниоров 2021 года в индивидуальной гонке, и серебряным призёром этого турнира в 2019 и 2020 годах. Вестволл Хансен также входила в состав норвежской сборной, завоевавшей золотую медаль в смешанных командных соревнованиях на Зимних юношеских Олимпийских играх 2020 года.
Она является кузиной лыжницы Терезы Йохауг.

## Карьера
Вестволл Хансен участвовала в первой и пока единственной гонке Кубка мира по лыжному двоеборью среди женщин в Рамзау, которая состоялась 18 декабря 2020 года. Она лидировала после прыжков с трамплина HS98, но её обогнала Тара Герати-Моутс в беге на 5 км. В итоге Гюда финишировала на втором месте.
На счету Вестволл Хансен значится ещё 5 индивидуальных побед и 15 подиумов в Континентальном кубке по лыжному двоеборью. Она также участвовала в специальных соревнованиях по прыжкам с трамплина и выиграла 2 гонки Континентального кубка.
На чемпионате мира 2025 года в Тронхейме в масс-старте норвежка завоевала серебряную медаль, в смешанной эстафете и в гонке по системе Гундерсена завоевала золотые медали. 

## Результаты
Источником результатов является Международная федерация лыжного спорта (FIS)

### Чемпионат мира
- 1 медаль (1 золото)

| Год  | Возраст | NH     | NH команды |
| ---- | ------- | ------ | ---------- |
| 2021 | 18      | Золото | н/д        |
| 2023 | 20      | Золото | Золото     |